# (663) Герлинда
(663) Герлинда (нем. Gerlinde) — астероид главного пояса, который относится к спектральному классу X. Он был открыт 24 июня 1908 года немецким астрономом Августом Копффом в Гейдельбергской обсерватории и назван немецким женским именем.
Тиссеранов параметр относительно Юпитера — 3,143.